# Scythropochroa diversispina
Scythropochroa diversispina är en tvåvingeart som beskrevs av Mohrig, Roschmann och Björn Rulik 1999. Scythropochroa diversispina ingår i släktet Scythropochroa och familjen sorgmyggor.
Artens utbredningsområde är Nepal. Inga underarter finns listade i Catalogue of Life.